# Список керівників держав 92 року

## Європа
- Боспорська держава — цар Савромат I (90–123)
- Дакія — цар Децебал (87–106)
- Ірландія — верховний король Туатал Техтмар (76–106)
- Римська імперія
  - імператор Доміціан (81–96)
    - консул Маній Ацилій Глабріон (92)
    - консул Квінт Волузій Сатурнін (92)
    - Бетика — Бебій Масса (91–92)
    - Верхня Германія — Траян (91–96)
    - Нижня Германія — Луцій Яволен Пріск (89–90 — 91–92)
    - Мезія — Секст Октавій Фронтон (91–92 — 93)

## Азія
- Близький Схід
  - Бану Джурам (Мекка) — шейх Абд аль-Масих (76–106)
  - Велика Вірменія — цар Санатрук I (88–110)
  - Набатейське царство — цар Раббель II Сотер (70–106)
  - Хим'яр — цар Наша'каріб Юхамін (90–100)
  - Осроена — цар Санатрук I (91–109)
- Диньяваді — Вісу Яза (90–111)
- Іберійське царство — цар Картам (75–106)
- Індія
- Царство Куш — цар Віма Такту (85–103)
  - Царство Сатаваханів — магараджа Шивасваті Сатавахана (84–112)
- Індо-парфянське царство (Маргіана) — цар Абдагаз II (бл. 90)
- Китай
  - Династія Хань — імператор Лю Чжао (Хе-Ді) (88–106)
- Корея
  - племінний союз Кая — Суро
  - Когурьо — тхеван (король) Тхеджохо (53–146)
  - Пекче — король Кіру (77–128)
  - Сілла — ісагим (король) Пхаса (80–112)
- Персія
  - Парфія — шах Пакор II (78–105)
- Сипау (Онг Паун) — Сау Кам Монг (72–110)
- Шрикшетра — Тупінья Нагасейн (Супанна) (83–94)
- Японія — тенно (імператор) Кейко (71–130)
  - Азія — Публій Кальвізій Русо Юлій Фронтін (92–93)
  - Каппадокія — Тиберій Кандід Марій Цельс (89–90 — 91–92)
  - Лікія і Памфілія — Гай Анцій Авл Юлій Квадрат (90–93)
  - Сирія — Авл Буцій Лаппій Максим (90–93)

## Африка
- Куш (царство) — ?
  - Африка — Луцій Фунісулан Веттоніан (91–92)
  - Єгипет — Марк Меттій Руф (89–92)